# Pavla Vošahlíková
Pavla Vošahlíková (20. března 1951 Praha – 5. října 2024) byla česká historička. Její specializací byly české dějiny přelomu 19. a 20. století, zejména problematika všedního dne.

## Život
Na Filozofické fakultě Univerzity Karlovy v Praze vystudovala historii a filozofii, poté nastoupila do Ústavu československých a světových dějin ČSAV (dnešní Historický ústav AV ČR), působila po celou dobu své profesní kariéry. Pět let řídila Nakladatelství HÚ, kromě toho byla předsedkyní vědecké rady ústavu. Externě přednášela na Stavební fakultě a Fakultě architektury ČVUT, vedla kurzy na Fakultě sociálních věd a Filozofické fakultě UK. Absolvovala několik studijních stáží v zahraničí (Německo, Rakousko, Velká Británie) a byla členkou několika vědeckých společností a redakčních rad. Jako vedoucí Biografického oddělení HÚ stála v čele rozsáhlého projektu, jehož výstupem je Biografický slovník českých zemí. Věnovala se rovněž popularizaci vědy, mj. ve spolupráci s Českým rozhlasem a Českou televizí.

## Výběr z díla
- Slovenské politické směry v období přechodu k imperialismu. Praha: Academia, 1979.
- Československá sociální demokracie a Národní fronta. Praha: Academia, 1985.
- Jak se žilo za časů Františka Josefa I. Praha: Svoboda, 1996.
- Zlaté časy reklamy. Praha: Karolinum, 1999.
- Žatec. Praha: Nakladatelství Lidové noviny, 2004 (s P. Holodňákem a kol.)
- Cesty k samostatnosti. Portréty žen v éře modernizace. Praha: Historický ústav, 2010. (s J. Martínkem a kol.)
- Rákoska v dílně lidskosti. Česká škola v 19. století očima účastníků. Praha: Academia, 2016.